# Francisco Hernández-Pacheco
Francisco Hernández-Pacheco de la Cuesta (Valladolid, 16 de febrero de 1899 – Madrid, 1976) fue un científico español, doctor en Ciencias Naturales, hijo del geólogo y paleontólogo Eduardo Hernández-Pacheco y Estevan y de María de la Cuesta Catalán.

## Biografía
Francisco llegó a Madrid a la edad de años, e ingresó en el Instituto Cardenal Cisneros, donde obtuvo el bachillerato. Cursó la carrera de ciencias naturales en la facultad de ciencias de la Universidad Central de Madrid, que lo licenció en 1920 con la calificación más alta. En 1921 publicó su primer artículo, y en 1929 obtiene el título de doctor. En 1933 gana por oposición la cátedra de geografía física de la facultad de ciencias.
En 1928 empezó a trabajar en el Instituto Geológico y Minero de España para la confección de las hojas geológicas de escala 1:50 000, (proyecto Magna) labor en la que colaboró hasta el fin de la última hoja, en 1972.
Durante la Guerra Civil Española huye del Madrid bajo el Frente Popular para refugiarse en la casa familiar de Alcuéscar, en Extremadura, de donde era su padre. Durante este periodo escribe El segmento medio de las sierras centrales de Extremadura, que será publicado en 1939.

## Obra
Su labor creadora e investigadora es extensa, superando el centenar de publicaciones. La característica común de su obra es el trabajo de campo y el estudio in situ, favorecido por su amor a la montaña (fue uno de los pioneros del alpinismo en España) acompañado de una excelente forma física. Entre sus publicaciones abundan las fotografías, dibujos y gráficos hechos por él mismo, con notorio talento. Entre su obra, cabe destacar:
- El glaciarismo cuaternario en las montañas de Reinosa (1944-01-01).
- Estudio de la región volcánica central de España (1932-01-01).
- Los niveles de playas cuaternarias de Lanzarote (1969-01-01).
- Evolución del relieve peninsular en relación con las obras hidráulicas (1958-03-26).
- Nota preliminar de una prospección geológica reciente en el Sáhara español (1942-09-01).
- Geología y Fisiografía de la Guinea continental española (1936-06-01)-
- Las terrazas cuaternarias del Río Pisuerga, entre Dueñas y Valladolid (1928-06-01)-
- Rasgos geográficos y geológicos del Estrecho de Gibraltar y de las comarcas que lo limitan (1961-01-01).
- Características fisiográficas y geológicas de la isla de Alborán (1973-01-01) .
- Geomorfología de la cuenca media del Sil (1950-01-01).
- Rasgos fisiográficos de la isla de Annobón (1941-06-01).
- Geografía física y geología del Sáhara español,
- Geografía física de las provincias españolas ecuatoriales.
- Estudio de la región volcánica central de España.
- Geografía física y geología de Ifni.
- El Glaciarismo cuaternario de la Serrota.

## Cargos y reconocimientos
- Catedrático de Geografía Física de la Facultad de Ciencias de la Universidad de Madrid.
- Profesor Adjunto de Geología en la  Escuela Superior de Ingenieros de Caminos, Canales y Puertos.
- Director del Museo Nacional de Ciencias Naturales.
- Presidente de la Real Sociedad Española de Historia Natural.
- Consejero de número del Patronato "Diego de Saavedra Fajardo" y Director del Instituto de Investigaciones Geológicas "Lucas Mallada".
- Miembro de la Real Academia de Ciencias Exactas Físicas y Naturales.[5]
- Miembro de la Real Academia de Farmacia.
- Presidente de la Real Sociedad Española de Alpinismo Peñalara.

La Geología se preocupa del estudio de la morada de la Humanidad (F. Hernández-Pacheco).